# تمنغكونغ عبد الرحمن
تمنغكونغ داينغ عبد الرحمن بن تون داينغ عبد الحميد (1755 - 8 ديسمبر 1825) هو تمنغكونغ جوهر من سلالة بندهارا من 1806 إلى 1825. كان معروفًا بمشاركته في معاهدة سنغافورة مع شركة الهند الشرقية البريطانية عام 1819.

## سيرته
ولد في سلطنة جوهر عام 1755، ووالده تون عبد الحميد. في عام 1802 عين السلطان محمود شاه الثالث والده تون عبد الحميد كتمنغكونغ جوهر بعد وفاة جده تمنغكونغ عبد الجمال. لكن بعد عام واحد توفى والده، وخلفه عمه «إنكو مودا محمد». وفي عام 1806 أصبح عبد الرحمن تمنغكونغ جوهر بعد وفاة عمه، وانتقل تمنغكونغ عبد الرحمن وعائلته وأتباعه إلى سنغافورة في عام 1811 لتأسيس حكمه هناك.
وصل السير ستامفورد رافلز إلى سنغافورة في 29 يناير 1819، وأراد قاعدة جديدة لشركة الهند الشرقية البريطانية في جزر الهند الشرقية. وهناك أقام صداقة مع تمنغكونغ عبد الرحمن، وعلم بالتوترات السياسية في جوهر، فأراد استغلالها، وقام بتهريب حسين معظم شاه من رياو إلى سنغافورة. وأبرم رافلز صفقة مع حسين شاه. تنص الصفقة أن يعترف البريطانيون بحسين شاه كسلطان لجوهر، ويدفعون رواتب لحسين شاه وتمنغكونغ عبد الرحمن قدرها 5000 دولار إسباني للسلطان، و3000 دولار إسباني لمنغكونغ عبد الرحمن، في مقابل سماح حسين شاه لرافلز بإنشاء مركز تجاري في سنغافورة. ووقع حسين شاه على هذه المعاهدة في 6 فبراير 1819. وفي عام 1823 انتقل تمنغكونغ عبد الرحمن وعائلته وأتباعه إلى 200 فدان من أرض خصصها له رافلز.
تمت دعوة تمنغكونغ عبد الرحمن والسلطان حسين للتوقيع على معاهدة الصداقة والتحالف مع الحكومة البريطانية في 2 أغسطس 1824، وحصل السلطان على 33،200 دولار إسباني وبدل شهري قدره 1،300 دولار إسباني مدى الحياة، بينما حصل تمنغكونغ عبد الرحمن على راتب شهري قدره 700 دولار إسباني بالإضافة إلى مبلغ إجمالي قدره 26،800 دولار إسباني، ووافق على الحفاظ على التجارة الحرة في ممتلكاتهم ولكنه مُنِع من إجراء أي مراسلات مع الأجانب دون إذن من البريطانيين.

## وفاته
توفي تمنغكونغ عبد الرحمن في منزله في 8 ديسمبر 1825، وخلفه نجله تون حاج عبد الله بشكل غير رسمي.